# Yeddou
 (novembre 2010).
Si vous disposez d'ouvrages ou d'articles de référence ou si vous connaissez des sites web de qualité traitant du thème abordé ici, merci de compléter l'article en donnant les références utiles à sa vérifiabilité et en les liant à la section « Notes et références ».
Yeddou ou Yeddu fut chef de 958 à 993 de la tribu des Banou Ifren Berbère à la suite de l'assassinat de Yala Ibn Mohamed par les Fatimides vers l'année 958.

## Histoire
(novembre 2010).
Après la mort de Yala Ibn Mohamed, qui  était chef des Banou Ifren et qui était en même temps   gouverneur des Zénètes, la coalition et les troupes des Banou Ifrens étaient très affectées par les nombreuses attaques des Fatimides. Alors, Yeddou prend le pouvoir de la tribu des Banou Ifren après la mort de Yala Ibn Mohamed. Il n'était pas soumis aux Omeyades, ce qui fait de lui un ennemi redoutable des Omeyades.  Pour échapper à Djafer b Ali, qui était le chef Zénète et allié aux Omeyades, Yeddou traversera le Maroc pour se réfugier dans le désert.
Après une courte période du solitude dans le Sahara, Yeddou tente de rallier tous les débris qui restaient des peuplades des Banou Ifren de l'Ouest du Maghreb pour combattre les Omeyades.   Mais,  à la fin, Yeddou essayera d'approcher Djafer b Ali. Ce dernier dirigeait tous les Zénètes contre Bologhine ibn Ziri et les Fatimides. À la vue de cette grande armée Zénète formée par les troupes de Yeddou et des Maghraouas, Bologhine ibn Ziri fera un détour pour échapper à la mort certaine et il préférera attaquer les Berghouata à la place. Par la suite, les Omeyades remarqueront que Yeddou n'était pas soumis à eux. Les Omeyades décidèrent d'opposer Ziri Ibn Attia, chef des Maghraouas comme rival à Yeddou pour garder leur emprise sur le Maghreb. Yeddou se détachera de cette alliance après que les Khalifs d'Espagne lui ont offert d'être un allié. Il dira  sa phrase célèbre en réponse aux Omeyades.

« Va demander à B. Abi Amer si l'onagre se laisse mener chez les dompteurs de chevaux? »

— Ibn Khaldoun, "Histoire des Berbères" , 1378
La guerre éclate entre Yeddou et Ziri Ibn Attia. Yedoou prendra Fès par deux fois. Il s'ensuit l'éclatement des tribus Zénètes qui fut un terrible bouleversement au  Maroc surtout entre les Banou Ifren et les Maghraouas pour le partage du Maroc et l'ouest de l'Algérie. Vers 993, Yeddou établit sa capitale à Chella près de Salé et de Rabat. Il était à la fois  contre les Omeyades, les Maghraouas et les Fatimides et Il fera plusieurs incursions dans des villes du Maroc. En conséquence à cela,  Ziri Ibn Attia  entreprit une grande offensive contre des camps de Yeddou. Ce qui déstabilisera Yeddou et ses troupes.  Enfin, Yeddou s'echappera au désert,  il sera tué par son cousin Abou Yeddas. La mort de Yeddou fera le bonheur d'Almanzor b. Abi Amer et du Vizir Omeyades. Abou Yeddas prendra le pouvoir de la tribu des Banou Ifren. Mais des contestations se multiplient et se dressent contre  Abou Yeddas, car il a pris le pouvoir sans  être élu par les membres des Banou Ifren.
Lors du règne de Yeddou, il fut fabriquer sa monnaie